# Ferdinand Marjanko
Ferdinand Marjanko (31. května 1845 Kosmonosy – 13. května 1903 Praha) byl český novinář, básník a překladatel. Působil jako redaktor několika časopisů (nejprve Krakonoš v Jičíně, poté Brousek v Praze, v letech 1875–90 pak Svornost ve Slaném). Roku 1890 se stal tajemníkem Ústřední společnosti hospodářské pro království české, pro kterou organizoval výroční svatojánské výstavy a redigoval České listy hospodářské. V mládí byl rovněž literárně činný – psal básně a povídky, překládal z ruštiny a starořečtiny.

## Život

### Mládí
Narodil se 13. května 1845 v Kosmonosech, kde jeho otec Vincenc Marjanko sloužil u hraběte Mirbacha. Vystudoval nižší gymnázium v Mladé Boleslavi a vyšší gymnázium v Praze; kvůli nedostatku peněz musel bydlet v Emauzském klášteře. Po maturitě se zapsal na filosofickou fakultu, z finančních důvodů ale musel předčasně odejít. Místo toho se zaměřil na teologii a strávil tři roky na semináři v Hradci Králové.

### Pobyt v Jičíně a Slaném
Ferdinand Marjanko v roce 1873 založil v Jičíně časopis Krakonoš. O rok později se stal redaktorem pražského listu Brousek (vydával Jan Stanislav Skrejšovský), odkud roku 1875 přestoupil do časopisu Svornost ve Slaném. Působil zde patnáct let. Zapojil se zde do politických bojů, v nichž byl jeho hlavním protivníkem slánský časopis Svobodný občan. Během pobytu ve Slaném se rovněž oženil s Annou Neureuterovou.

### Redaktor Národní politiky
Roku 1890 odjel do Prahy, kde nejprve vstoupil do redakce Národní politiky, ale zanedlouho přijal místo tajemníka v Ústřední hospodářské společnosti pro království české. Funkci zastával velmi pečlivě a svědomitě. Mimo jiné redigoval České listy hospodářské a s úspěchem pořádal výroční svatojánské výstavy.
Byl rovněž dlouholetým členem Spolku českých žurnalistů, v němž zastával funkci revizora.

### Smrt
11. května 1903 dopoledne, během organizace výstavy v Královské oboře, ho náhle postihla prudká bolest na prsou a na následky „překrvácení plic“ (zřejmě infarkt myokardu) zemřel o dva dny později. Pohřeb byl vypraven v pátek 15. května z jeho bytu v tehdejší Táborské ulici č. 7 v hořejším Novém Městě (čp. 1877, dnes Legerova ulice) na nádraží Františka Josefa, odkud byly jeho ostatky převezeny do Slaného a tam uloženy do rodinné hrobky.

### Rodinný život
Ferdinand Marjanko byl ženat s Annou Neureutterovou (1851–??).

## Dílo
V mládí psal básně, například: Noční pán, Zlé oči in: Světozor (26. duben 1872); (přispěl např. do almanachu Anemonky pod pseudonymem Ferdinand Marenko) a povídky.
Rovněž překládal z francouzštiny, ruštiny a polštiny, např. Anakreónovy básně (Písně anakreontické, 1880), povídku Honba na tigra (z ruštiny od A. Jak. Maksimova, cca 1888) a veselohru Souboj, aneb Žena dvou mužů (v Divadelním ochotníku z r. 1870)

## Zajímavost
Při pobytu ve Slaném byl zvolen členem výboru místního Klubu velocipedistů „Slaný“ a revizorem jeho účtů.